# Susely Morfa González
Susely Morfa González (* 14. Juli 1982 in Rodas, Provinz Cienfuegos) ist eine kubanische Politikerin. Von Juli 2016 bis Mai 2020 war sie Vorsitzende des kubanischen Verbandes der Jungkommunisten Unión de Jóvenes Comunistas (UJC).

## Leben und Wirken
Susely Morfa wurde 1982 im Municipio Rodas, in der zentralkubanischen Provinz Cienfuegos geboren und ging dort auch zur Schule. Dort war sie Präsidentin der Federación de Estudiantes de la Enseñanza Media (FEEM – Föderation der Studenten der mittleren Bildungsstufe), einem Unterverband des UJC, des Municipios. Während ihrer Schulzeit und später während des Studiums der Psychologie an der Universität von Cienfuegos bekleidete sie weitere führende Ämter im UJC. 2013 wurde sie Zweite Sekretärin des Komitees des UJC und im Juli 2016 zur Ersten Sekretärin des Kommunistischen Jugendverbandes ernannt. Das Amt hatte sie bis April 2020 inne. Sie ist Mitglied des Zentralkomitees der Kommunistischen Partei Kubas (PCC) und von Ende 2016 bis Ende 2021 Mitglied des Staatsrates.
Vom März 2022 bis März 2024 war Susely Morfa Erste Sekretärin der PCC der Provinz Matanzas. Im Juni 2025 wurde sie zur Ersten Sekretärin der PCC der Provinz Villa Clara ernannt.
Susely Morfa gilt als Verteidigerin der sogenannten Actos de Repudio, wo Oppositionelle von regimetreuen Anhängern bedrängt und beschimpft werden, womit sie auch international Aufmerksamkeit erregte. Beim von der Organisation Amerikanischer Staaten veranstalteten Lateinamerika-Gipfel 2015 in Panama beschimpfte sie zusammen mit weiteren regimetreuen Aktivisten am Gipfel teilnehmende kubanische Oppositionelle als „Würmer“, „Ratten“, „Lakaien des Imperialismus“ sowie als von den USA finanziert. Auf die Frage eines Reporters des spanischsprachigen US-Senders Univision, wer denn ihre Reise nach Panama bezahlte, behauptete sie, dass niemand ihre Reise finanzierte, sondern dass sie selbst diese Reise von ihrem Einkommen als Psychologin bezahlt habe.